# Lista de artistas e grupos de arte urbana
Esta é uma lista de artistas e grupos de arte urbana.
| Artista           | Nome verdadeiro                | País                        | Técnica | Página Oficial |
| ----------------- | ------------------------------ | --------------------------- | ------- | -------------- |
| Above             | Desconhecido 1981 (43–44 anos) | Estados Unidos, Califórnia  |         | [ Link]        |
| André             | André Saraiva                  | França, Paris               |         | [ Link]        |
| Banksy            | Desconhecido                   | Reino Unido, Londres        |         | [ Link]        |
| Bäst              | Desconhecido                   | Estados Unidos, Nova Iorque |         | [ Link]        |
| Blek              | Xavier Prou 1952 (72–73 anos)  | França, Paris               |         | [ Link]        |
| Blu               | Desconhecido                   | Itália, Bologna             |         | [ Link]        |
| BO130             | Desconhecido                   | Itália, Milão               |         | [ Link]        |
| Bs.As. Stencil    | Deborah, Nicolas e Gonzalo     | Argentina, Buenos Aires     |         | [ Link]        |
| Btoy              | França, Paris                  |                             | [ Link] |                |
| Buff Monster      | França, Paris                  |                             | [ Link] |                |
| C215              | França, Paris                  |                             | [ Link] |                |
| James Cauty       | França, Paris                  |                             | [ Link] |                |
| Civilian          | França, Paris                  |                             | [ Link] |                |
| Cut Up Collective | França, Paris                  |                             | [ Link] |                |
| D*Face            | França, Paris                  |                             | [ Link] |                |
| Dolk              | França, Paris                  |                             | [ Link] |                |
| Eelus             | França, Paris                  |                             | [ Link] |                |
| Eine              | França, Paris                  |                             | [ Link] |                |
| Elbow Toe         | França, Paris                  |                             | [ Link] |                |
| Eltono            | França, Paris                  |                             | [ Link] |                |
| Esow              | França, Paris                  |                             | [ Link] |                |
| Ethos             | França, Paris                  |                             | [ Link] |                |
| Evos              | França, Paris                  |                             | [ Link] |                |
| Faile             | França, Paris                  |                             | [ Link] |                |
| Shepard Fairey    | França, Paris                  |                             | [ Link] |                |
| Os Gêmeos         | Brasil, Paris                  |                             | [ Link] |                |
| Conor Harrington  | França, Paris                  |                             | [ Link] |                |
| Logan Hicks       | França, Paris                  |                             | [ Link] |                |
| Insa              | França, Paris                  |                             | [ Link] |                |
| Invader           | França, Paris                  |                             | [ Link] |                |
| Jef Aerosol       | França, Paris                  |                             | [ Link] |                |
| Mark Jenkins      | França, Paris                  |                             | [ Link] |                |
| JR                | França, Paris                  |                             | [ Link] |                |
| Kami              | França, Paris                  |                             | [ Link] |                |
| MBW               | França, Paris                  |                             | [ Link] |                |
| Barry McGee       | França, Paris                  |                             | [ Link] |                |
| Lucy McLauchlan   | França, Paris                  |                             | [ Link] |                |
| Microbo           | França, Paris                  |                             | [ Link] |                |
| Miss Van          | França, Paris                  |                             | [ Link] |                |
| Prefab 77         | França, Paris                  |                             | [ Link] |                |
| Pure Evil         | França, Paris                  |                             | [ Link] |                |
| Roadsworth        | França, Paris                  |                             | [ Link] |                |
| Sam3              | França, Paris                  |                             | [ Link] |                |
| Sasu              | França, Paris                  |                             | [ Link] |                |
| Skullphone        | França, Paris                  |                             | [ Link] |                |
| Sten & Lex        | França, Paris                  |                             | [ Link] |                |
| Judith Supine     | França, Paris                  |                             | [ Link] |                |
| Swoon             | França, Paris                  |                             | [ Link] |                |
| The London Police | França, Paris                  |                             | [ Link] |                |
| The Toasters      | França, Paris                  |                             | [ Link] |                |
| Vexta             | França, Paris                  |                             | [ Link] |                |
| Vhils             | Alexandre Farto                | Lisboa, Portugal            | [ Link] |                |
| Nick Walker       | França, Paris                  |                             | [ Link] |                |
| Dan Witz          | França, Paris                  |                             | [ Link] |                |
| WK Interact       | França, Paris                  |                             | [ Link] |                |
| City Section      | França, Paris                  |                             | [ Link] |                |